# Symplocos amplifolia
Symplocos amplifolia är en tvåhjärtbladig växtart som beskrevs av August Brand. Symplocos amplifolia ingår i släktet Symplocos och familjen Symplocaceae. Inga underarter finns listade i Catalogue of Life.